# Rysslands naturgeografiska indelning

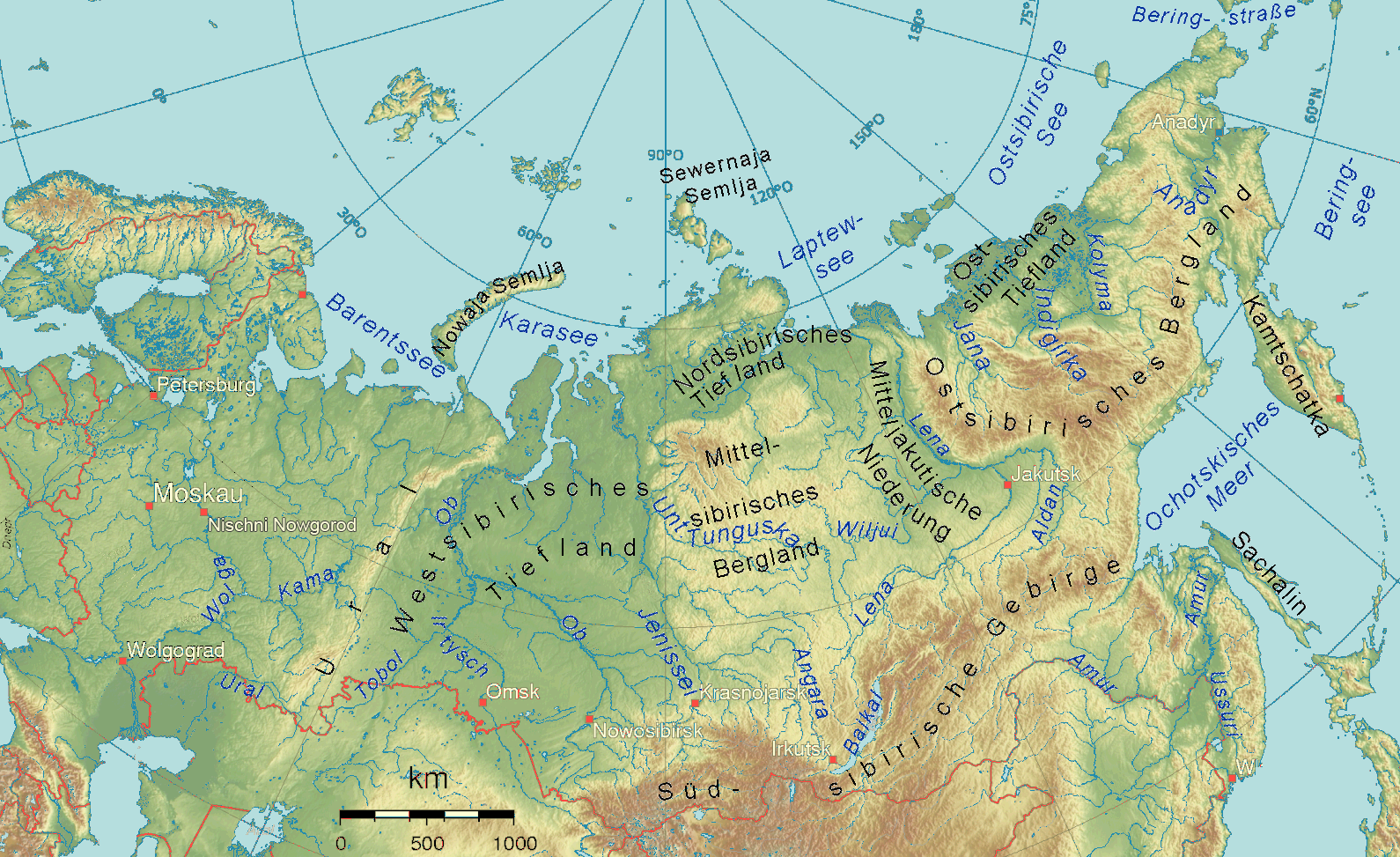
Karta över Ryssland, med de tyska namnen på de naturgeografiska regionerna

Rysslands naturgeografiska indelning (provisoriskt namn) är en översiktlig beskrivning av ryska fastlandet i åtta regioner efter geomorfologi eller dominerande landskapstyp. 
Sju av regionerna är belägna i Rysslands asiatiska del, öster om Uralbergen.
Indelningen är av ryskt ursprung och saknar ett såvitt känt etablerat svenskt namn. På engelska heter den Great Russian Regions och på tyska Russische Großlandschaften. Den är endast delvis implementerad här på svenskspråkiga Wikipedia. Den bästa tillgängliga kartan har namnen på tyska. Av denna orsak presenteras  också länkar till de engelska och tyska versionerna. 

## Regioner
- Östeuropeiska slätten (tyska:  Osteuropäische Ebene)

Väster om Uralbergen
- Västsibiriska slätten (tyska: Westsibirisches Tiefland – en:West Siberian Plain

Mellan Uralbergen och Jenisej
- Sydsibiriska bergen (tyska: de:Südsibirische Gebirge)

Berglandet längs gränsen mot Mongoliet och Kina
- Centralsibiriska platån (tyska:Mittelsibirisches Bergland)

Mellan Jenisej och Lena utom Norra ishavskusten
- Nordsibiriska låglandet  (tyska: Nordsibirisches Tiefland – en:North Siberian Lowland

Norra ishavskusten mellan Jenisej och Lena
- Centrla jakutiska låglandet (tyska:Mitteljakutische Niederung) – en:Central Yakutian Lowland

Lågland kring Lenas mellersta lopp. Namnet motiveras av att även låglandsområden vid Norra ishavet också kan betecknas som jakutiska.
- Östsibiriska  berglandet (tyska: de:Ostsibirisches Bergland  – en:East Siberian Mountains

Bergsområde öster om Lena
- Östsibiriska låglandet (tyska: Ostsibirisches Tiefland) – en:East Siberian Lowland

Norra ishavskusten öster om Lena

## Större områden utanför regionerna
- Uralbergen
- Novaja Zemlja
- Severnaja Zemlja
- Sachalin
- Kamchatka